# Convolvulus

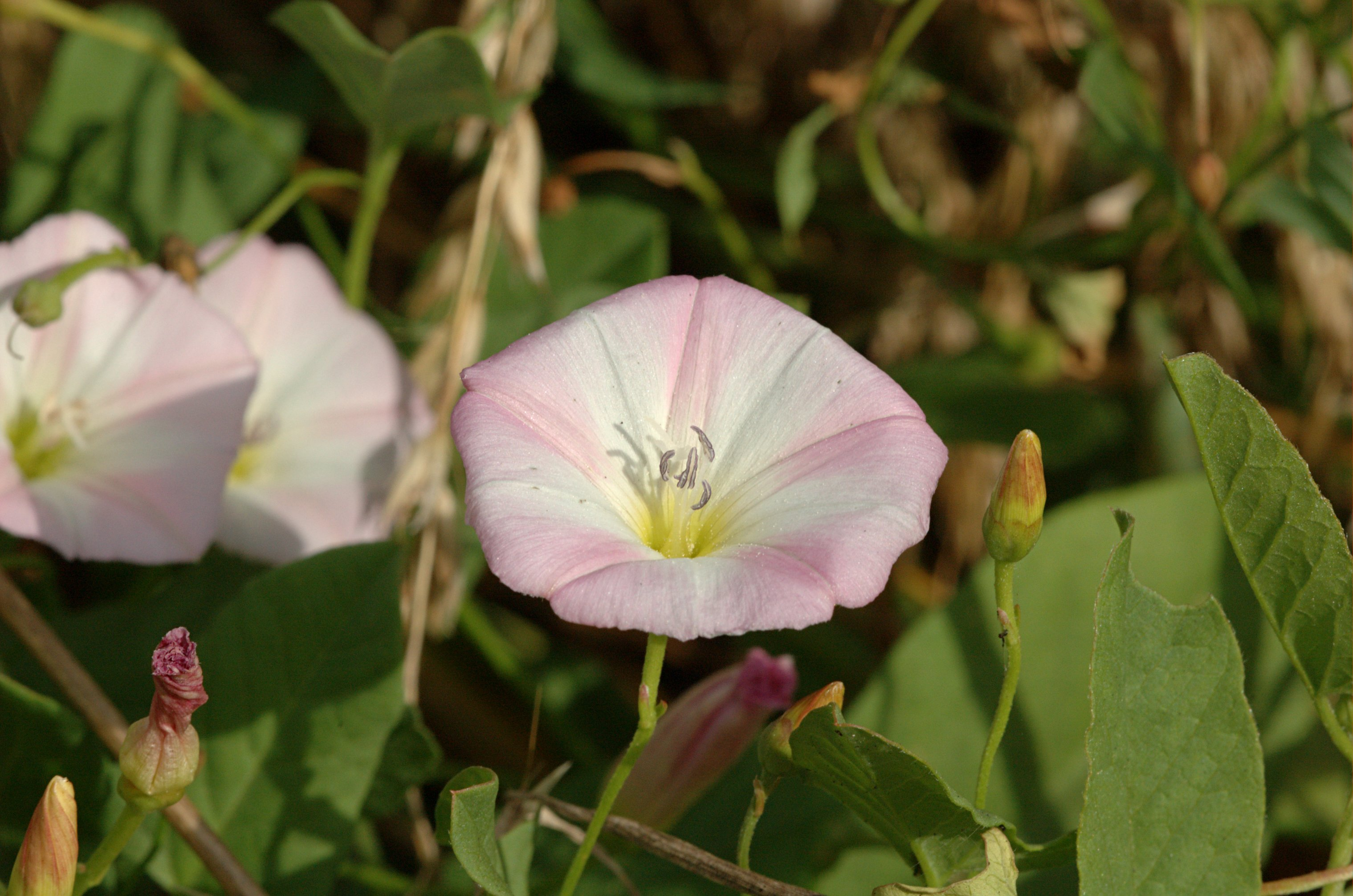
Campanilla menor (Convolvulus arvensis).

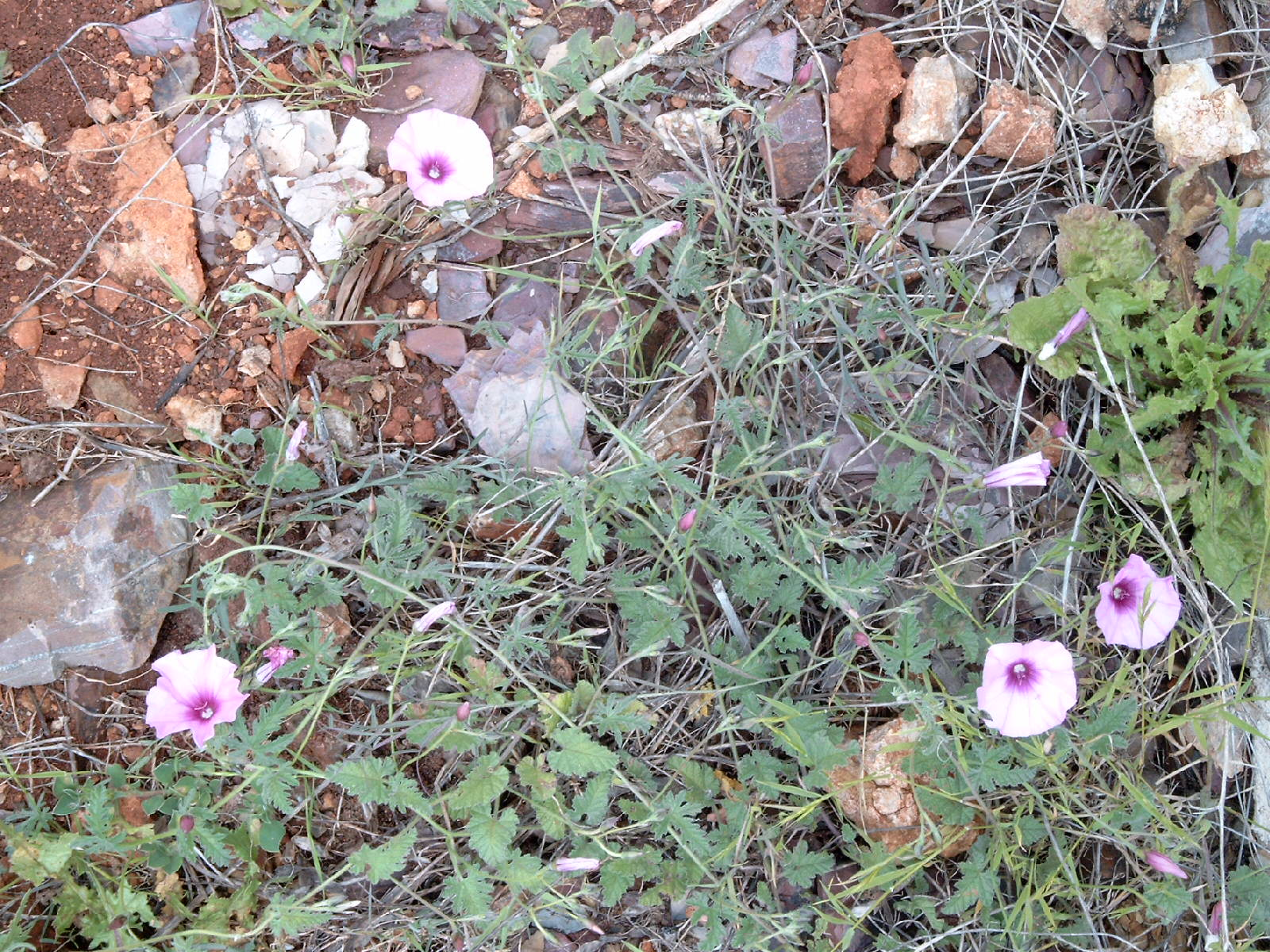
Campanilla de prados(Convolvulus althaeoides).

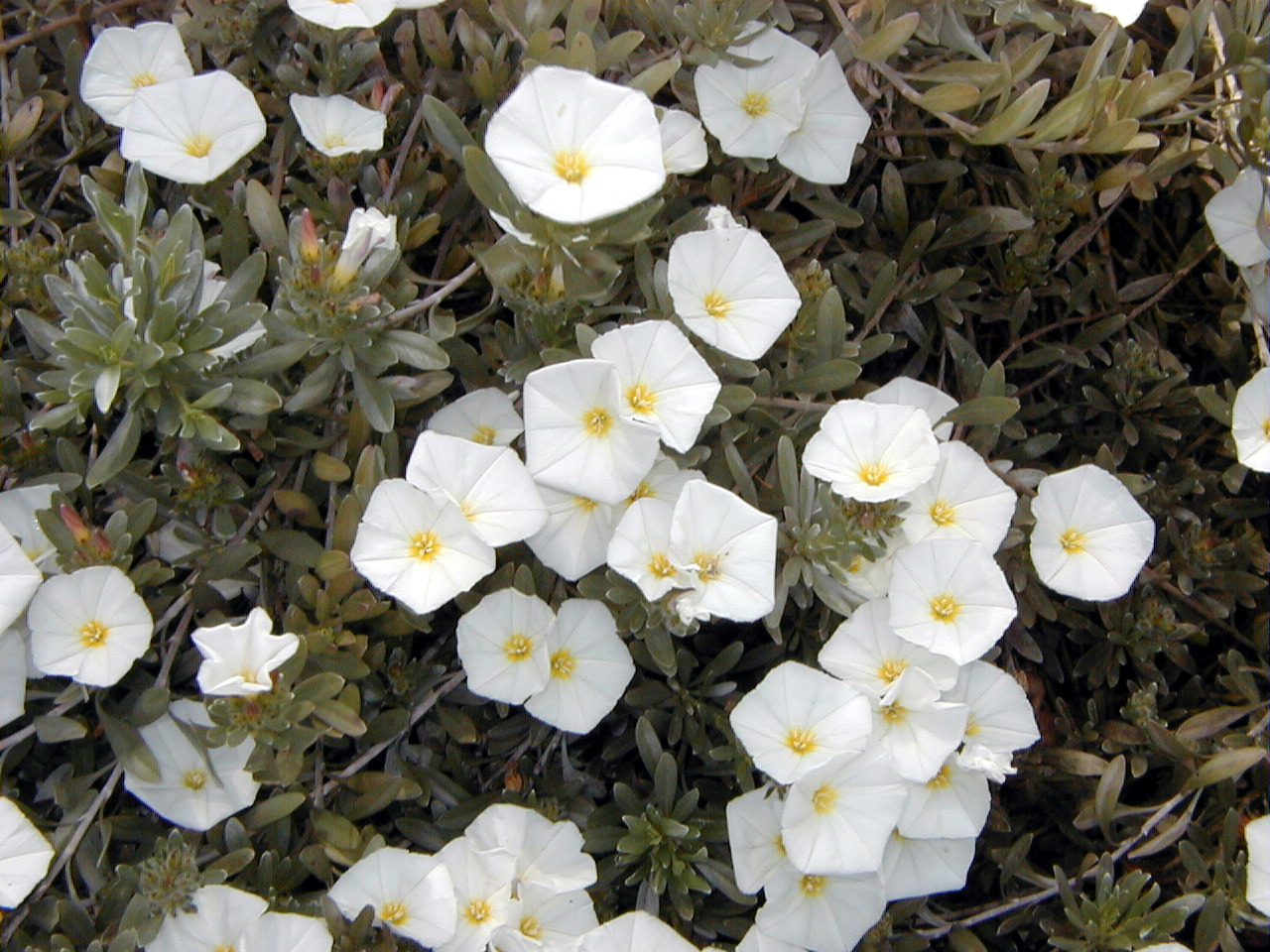
Convolvulus cneorum.

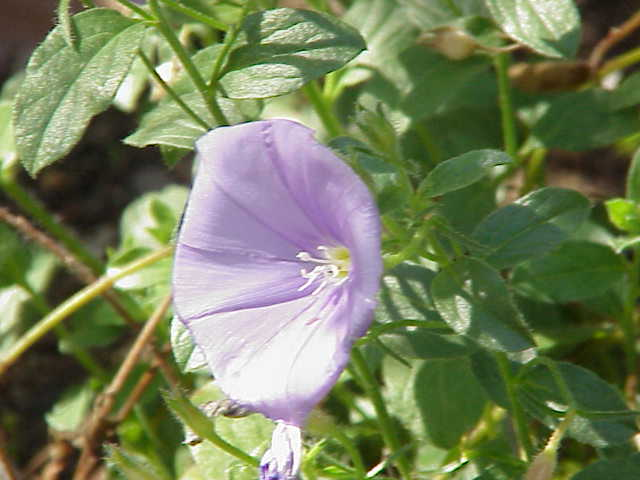
Campanilla azul de las rocas (Convolvulus sabatius).

Convolvulus es un género con unas 250 especies de plantas de flor en la familia de las Convolvulaceae, con una distribución cosmopolita. Sus especies reciben en general el nombre común de campanilla, correhuela o corregüela, pero, en Cuba, a las que florecen por Navidad se las denomina aguinaldo.

## Descripción
Son plantas anuales o perennes de porte herbáceo o vides y algunas especies de mayor porte arbustos, alcanzando de 0.3 a 2 m de altura. Las hojas se distribuyen en espiral, y las flores tienen forma de trompeta, presentando colores sobre todo blanco o rosado, pero también en azul, violeta, púrpura o amarillo en algunas especies.

## Usos
Muchas de las especies de Convolvulus están consideradas como malas hierbas, que pueden sofocar y asfixiar a otras plantas más valiosas subiendo sobre ellas, solamente algunos también se cultivan deliberadamente en jardinería gracias a sus atractivas flores.
Estas especies se encuentra en muchas regiones templadas. Son sobre todo plantas de porte fino y pequeño, las vides con hábitos ratreros. Algunas son plantas perennes pequeñas. Tienen hojas simples, en espiral y flores anchas con forma de trompeta.
Las especies de Convolvulus las utilizan como base de su alimentación las larvas de algunas especies de Lepidoptera incluida la barrenadora de hojas Bucculatrix cantabricella que se alimenta exclusivamente en Convolvulus cantabricus.

## Taxonomía
El género fue descrito por Carlos Linneo  y publicado en Species Plantarum 1: 153. 1753.

## Especies de Convolvulus
| - Convolvulus althaeoides - Convolvulus angustissimus - Convolvulus arvensis - Convolvulus assyricus - Convolvulus boissieri - Convolvulus calvertii - Convolvulus calycina - Convulvulus canariensis - Convolvulus cantabrica - Convolvulus capensis - Convolvulus caput-medusae - Convolvulus cataonnicus - Convolvulus chilensis - Convolvulus cneorum - Convolvulus compactus - Convolvulus dorycnium - Convolvulus equitans - Convolvulus erubescens - Convolvulus eyreanus - Convolvulus farinosus - Convolvulus floridus - Convolvulus fractosaxosa - Convolvulus fruticulosus - Convolvulus graminetinus - Convolvulus hermanniae - Convolvulus holosericeus - Convolvulus humilis | - Convolvulus incanus - Convolvulus lineatus - Convolvulus lopezsocasii - Convolvulus nodiflorus – Aguinaldo Blanco - Convolvulus ocellatus - Convolvulus oleifolius - Convolvulus pentapetaloides - Convolvulus perraudieri - Convolvulus persicus - Convolvulus phrygius - Convolvulus pilosellifolius - Convolvulus remotus - Convolvulus rozynskii - Convolvulus sabatius - Convolvulus scammonia - Convolvulus scoparius - Convolvulus siculus - Convolvulus subauriculatus - Convolvulus suffruticosus - Convolvulus tricolor - Convolvulus verecundus - Convolvulus volubilis - Convolvulus waitaha - Convolvulus wallichianus |